# Bulurejo (Giriwoyo)
Bulurejo is een bestuurslaag in het regentschap Wonogiri van de provincie Midden-Java, Indonesië. Bulurejo telt 1711 inwoners (volkstelling 2010).